# Colmesneil
La ville américaine de Colmesneil (en anglais [ˈkoʊlmɪsniːl]) est située dans le comté de Tyler, dans l’État du Texas. Sa population s’élevait à 596 habitants lors du recensement de 2010.

## Histoire
Le nom de la localité provient de W. T. Colmesneil, un des premiers conducteurs de locomotive sur la Texas and New Orleans Railroad qui traversait le comté.

## Source
- (en) Cet article est partiellement ou en totalité issu de l’article de Wikipédia en anglais intitulé « Colmesneil, Texas » (voir la liste des auteurs).